# NGC 3802
NGC 3802 ist eine Spiralgalaxie vom Hubble-Typ Sc im Sternbild Löwe nördlich der Ekliptik. Sie ist schätzungsweise 146 Millionen Lichtjahre von der Milchstraße entfernt und hat einen Durchmesser von etwa 45.000 Lichtjahren. Gemeinsam mit NGC 3801 bildet sie das gebundene Galaxienpaar Holm 273.
Im selben Himmelsareal befinden sich u. a. die Galaxien NGC 3790, NGC 3803, NGC 3806, NGC 3807.
Das Objekt wurde am 17. März 1784 vom deutsch-britischen Astronomen Wilhelm Herschel entdeckt.